# Compsibidion mysticum
Compsibidion mysticum là một loài bọ cánh cứng trong họ Cerambycidae.